# Northrop Grumman X-47A Pegasus
Il Northrop Grumman X-47A Pegasus è un velivolo da combattimento senza pilota dimostrativo. Sviluppato inizialmente come parte del progetto J-UCAS (sistemi d'aria di combattimento senza equipaggio) del DARPA (il progetto di ricerca avanzato della difesa), è ora parte del programma UCAS-D.
Il programa si è successivamente evoluto nel progetto dell'X-47B.

## Storia del progetto

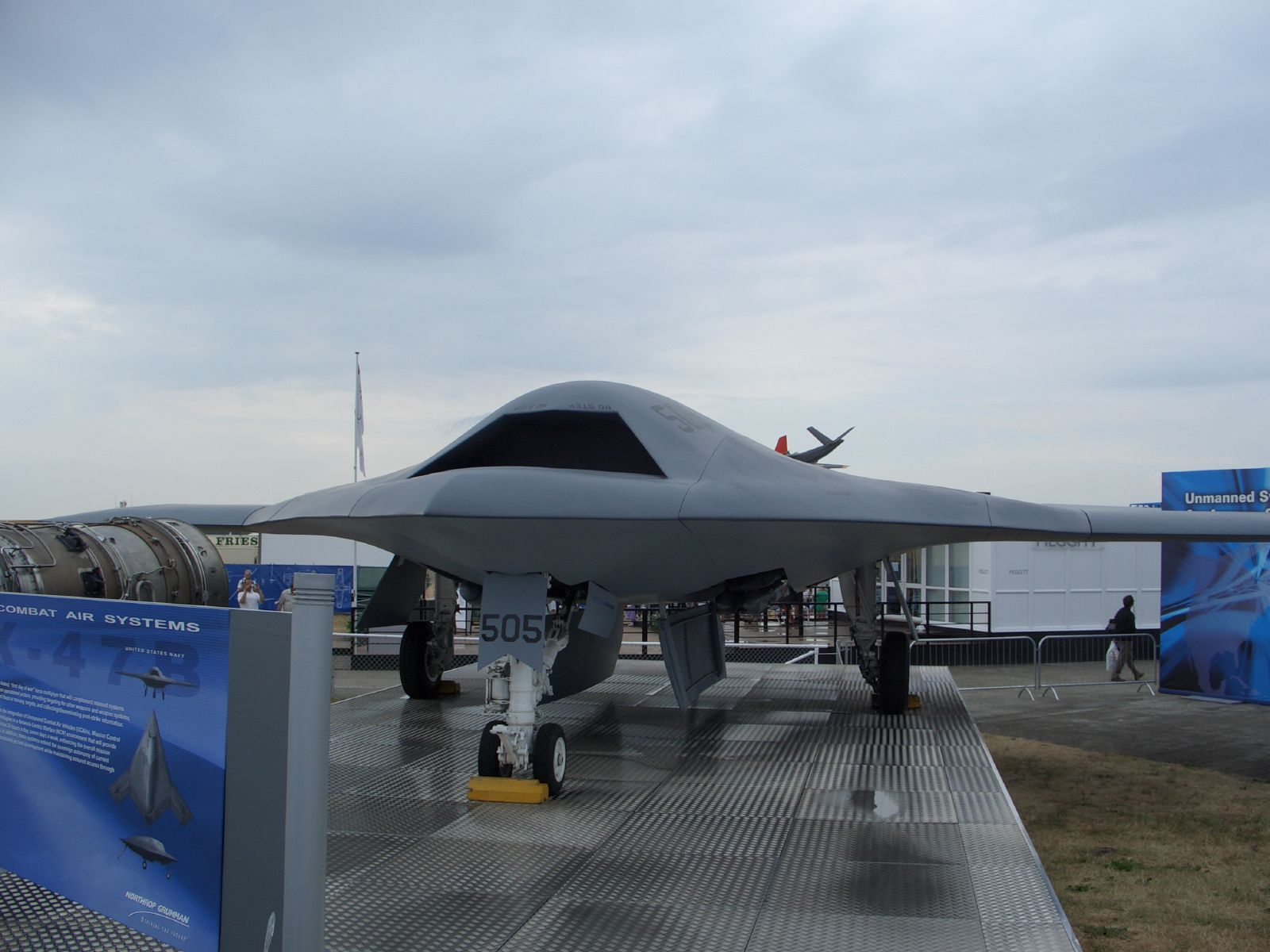
X-47B

Diversamente dal Boeing X-45, lo sviluppo del Pegasus fu affidato a una compagnia privata. Il primo aereo prese la designazione di X-47A, una seguente versione navale fu designata X-47B.
L'X-47A fu costruito sotto contratto dalla Scaled Composites di Burt Rutan, allo Mojave Air and Space Port. La cerimonia di inaugurazione ebbe luogo a Mojave nel luglio 2001, e il primo volo fu completato con successo nel febbraio 2003.
Il programma fu concluso il 13 gennaio 2006, come parte del piano quadriennale della difesa statunitense.
L'X-47b il 26 novembre 2012 è sottoposto a collaudi di movimentazione sul ponte della USS Harry S. Truman (CVN-75) il 14 maggio 2013 effettua il primo decollo dalla portaerei USS George H. W. Bush (CVN-77).